# Olympic-Nationalpark
Der Olympic-Nationalpark (engl. Olympic National Park) wurde 1938 gegründet und liegt im westlichen Teil des US-Bundesstaates Washington auf der Olympic-Halbinsel. Seit 1976 ist der Nationalpark auch als Biosphärenreservat der UNESCO ausgewiesen. 1981 erklärte ihn die UNESCO zum Weltnaturerbe. Da der Nationalpark auf einer abgelegenen Halbinsel liegt, haben sich hier einige Tier- und Pflanzenarten entwickeln können, die nur hier im Park vorkommen (endemische Arten). Aus diesem Grund ist der Park ein bei Biologen und Zoologen beliebtes Forschungsgebiet.
Der Nationalpark besteht aus zwei voneinander getrennten Teilen. Der Küstenabschnitt ist stark zerklüftet und oft in Nebel eingehüllt. Landeinwärts schließt sich direkt an die Strände der Wald an, was oft dazu führt, dass umgefallene Baumstämme quer über den Strand liegen. Das Kerngebiet des Parks ist die Gebirgsregion um die Olympic Mountains, die von vielen alten Gletschern bedeckt ist. Westlich daran schließen sich bis zur Parkgrenze Gemäßigter Regenwald an, hier liegt (abgesehen von Alaska und Hawaii) der regenreichste Punkt der USA.

## Geschichte
Im Gebiet des Parkes wurden einzelne Funde aus der paläoindianischen Epoche etwa 12.000 Jahre Before Present gemacht. Wirklich fassbar in der Region ist nur die Kultur der Makah, die von etwa der Zeitenwende bis zum Kontakt mit den Europäern kaum verändert nachweisbar ist.
Namensgeber des Olympic Nationalparks ist der Mount Olympus, der 1788 von Kapitän John Meares als würdigen Wohnsitz der Götter so benannt wurde. Als Ende des 19. Jahrhunderts durch Holzeinschlag der Waldbestand auf der Olympic-Halbinsel abnahm, erklärte Präsident Cleveland 1897 den Großteil der Wälder zur Olympic Forest Reserve. Diese Schutzmaßnahme regelte den Holzeinschlag, aber nicht die Jagd auf die Wapitis. Bis 1900 war ihr Bestand auf weniger als 20.000 Tiere gesunken. Deshalb wies Präsident Theodore Roosevelt 1909 einen Teil der Forest Reserve als Mount Olympus National Monument aus, um den Bestand der Wapitis zu schützen. Der Entzug so großer Waldflächen für die Forstwirtschaft war umstritten, und die Fläche des Schutzgebiets wurde innerhalb eines Jahres halbiert, so dass weite Teile der tiefer gelegenen Gebiete der Olympic-Halbinsel gerodet werden konnten. Um die fantastischen Regenwälder vor Abholzung zu schützen, führte Stephen Mather, der Direktor des Nationalpark-Services, und sein Amtsnachfolger Horace Albright einen 23-jährigen Kampf um die Gründung eines Nationalparks auf der Olympic-Halbinsel. Nach einem Besuch des Gebiets versprach Präsident Franklin Roosevelt hierfür seine Unterstützung und unterzeichnete 1938 das Gesetz zur Errichtung des Olympic National Park. 

1953 wurde der Nationalpark durch einen Streifen entlang der Pazifikküste erweitert.

1988 stellte der US-Kongress 3547 Quadratkilometer, also etwa 95 % des Parkgebiets, als Wilderness Area unter zusätzlichen Schutz. Dazu gehören auch 77 Kilometer Küstenlinie am Pazifik als Wilderness Coast. Die so geschaffene Wilderness ist die größte ihrer Art im Bundesstaat Washington.
Weiter ist der Nationalpark teilweise von dem 2564 Quadratkilometer großen Olympic National Forest umgeben, der 1907 aus dem nicht zum Mount Olympus National Monument gehörenden Teil der Olympic Forest Reserve gebildet wurde. 1984 wurden in ihm fünf Wilderness Area gegründet, die an die Olympic Wilderness grenzen und mit 357 km² etwa 15 % der Fläche des National Forest umfassen. Die Olympic Wilderness grenzt so im Nordosten an die Buckhorn Wilderness, im Osten an die The Brothers Wilderness, im Südosten an die Mount Skokomish Wilderness, im Süden an die Wonder Mountain Wilderness und im Osten und Süden an die Colonel Bob Wilderness.
Die wissenschaftliche und landschaftliche Bedeutung des Nationalparks ist international anerkannt. 1976 stufte die UNESCO den Nationalpark als Biosphärenreservat ein, 1981 erklärte sie ihn zum Weltnaturerbe.
Der Elwha River im Norden des Parks ist seit September 2011 Ort des größten Renaturierungsprogramms der Vereinigten Staaten. Über drei Jahre sollen zwei Staudämme abgerissen werden, deretwegen schon seit 1910 und damit vor Einrichtung des Parks über 70 km des Flusses nicht mehr für die natürlichen Fischwanderungen zugänglich sind. Nach Wiederherstellung des ursprünglichen Wasserregimes werden langfristig statt der derzeitigen etwa 3000 Pazifik-Lachse rund 400.000 Lachse aller fünf im Gebiet vorkommender Arten erwartet. Wesentlich schneller als angenommen wurden bereits im August 2012, nur fünf Monate nach dem Abriss des ersten Damms, erwachsene Pazifik-Lachse beim Aufsteigen im Fluss beobachtet.

## Aktivitäten

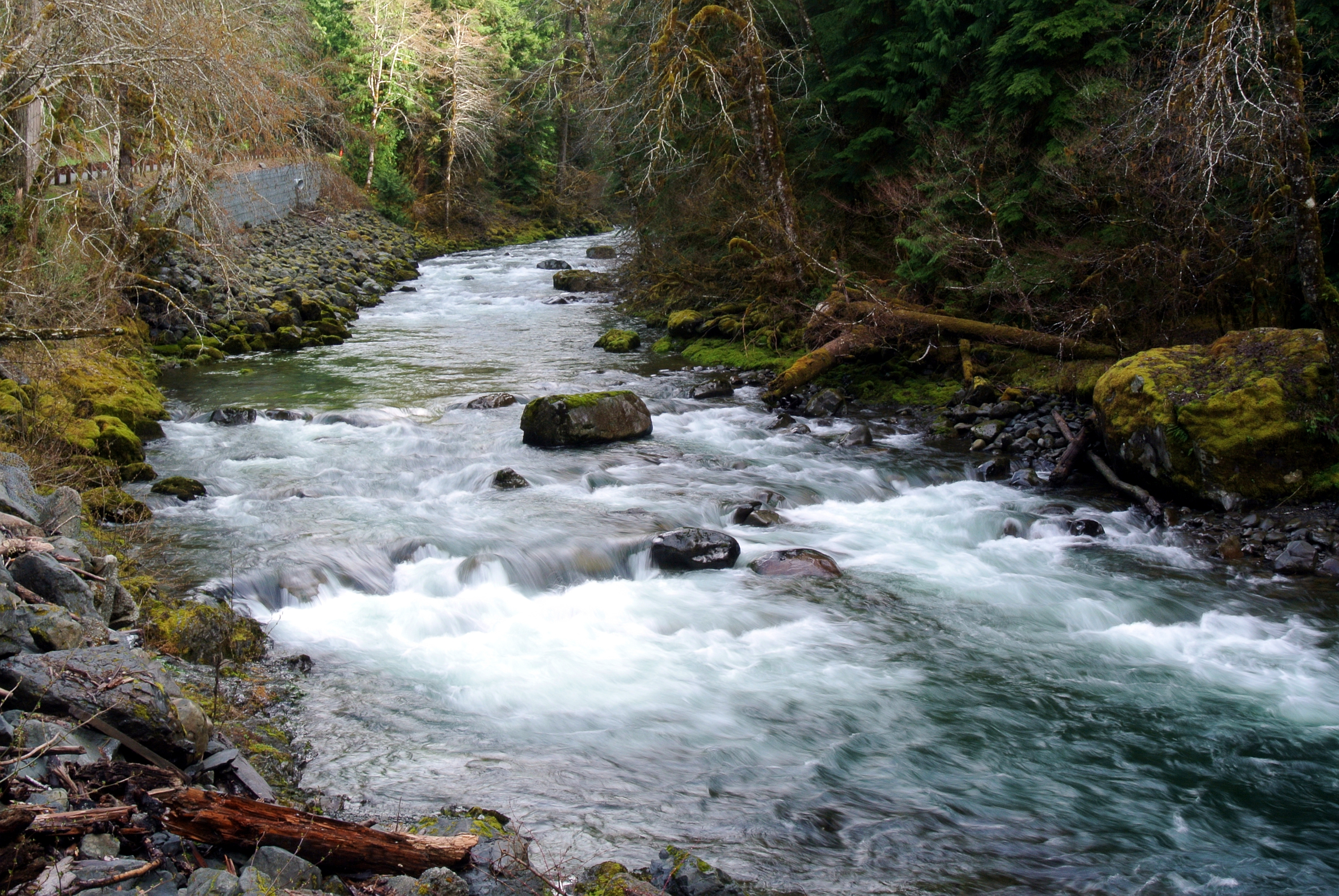
Sol Duc River

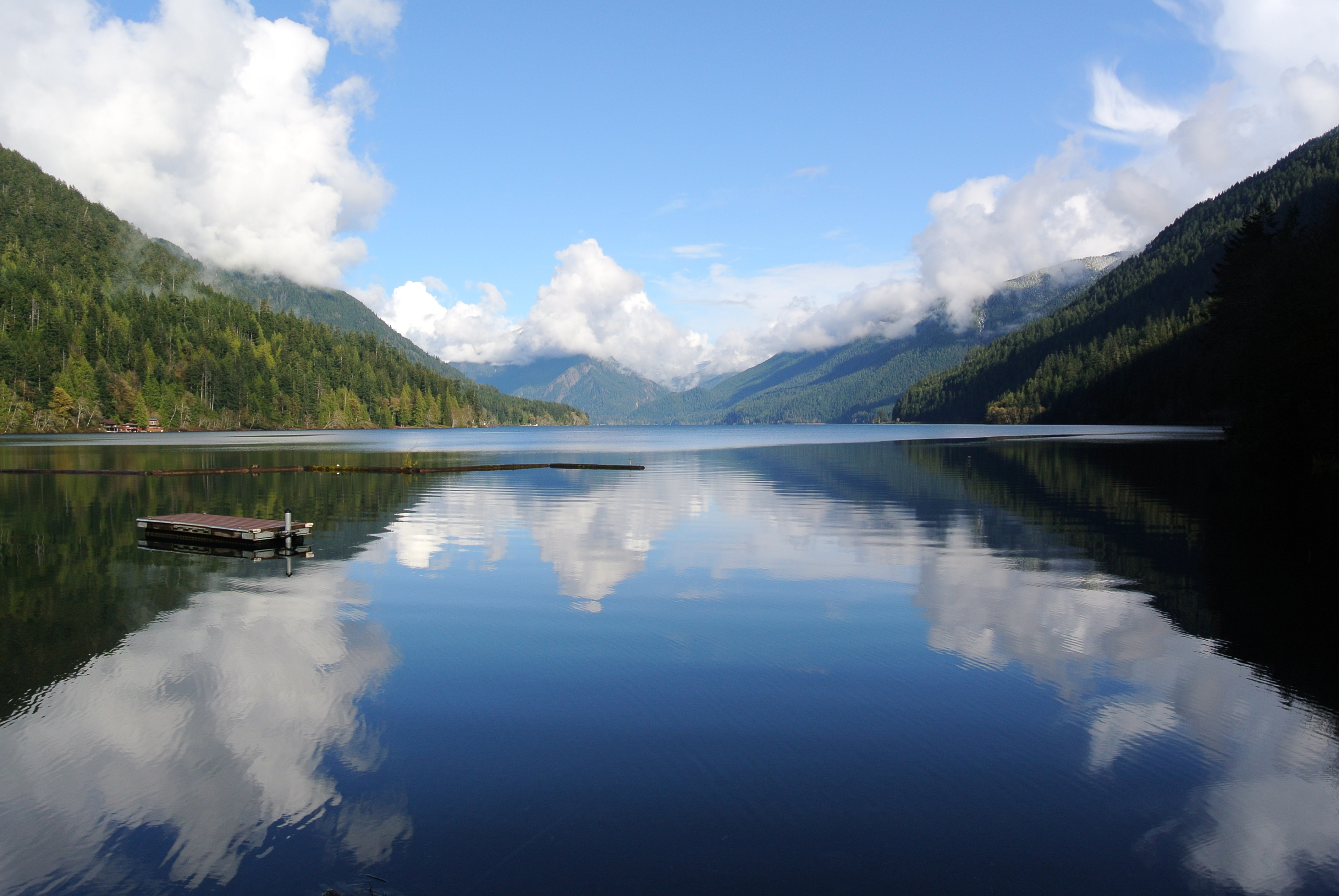
Lake Crescent

Das Hauptbesucherzentrum (engl. Olympic National Park Visitor Center) des Parks befindet sich bei Port Angeles. Von dort führt eine Straße auf die bis zu 1585 Meter hoch gelegene subalpine Hurricane Ridge, auf der es ein kleineres Besucherzentrum und teils asphaltierte Lehrpfade und zahlreiche Wanderwege gibt. Eine schmale, unbefestigte Straße führt von hier zum 14 Kilometer entfernten, 1965 Meter hohen Obstruction Peak. Weitere Straßen im nördlichen Parkgebiet führen zum Deer Park und in die Täler des Boulder Creek und Sol Duc River, von denen zahlreiche, teils längere Wanderrouten ausgehen.
Ein weiteres Besucherzentrum gibt es im Hoh-Regenwald, auch hier gibt es mehrere, teils asphaltierte Lehrpfade und zahlreiche Wanderwege. Insgesamt stehen den Besuchern fast 1000 Kilometer Wanderwege in alle Teile des Parks zur Verfügung. An den ausgedehnten Wanderrouten befinden sich kleine primitive Zeltplätze und einige Unterstände.
An der Pazifikküste des Nationalparks sind an den Sandbuchten wie La Push, Rialto Beach oder Ruby Beach ausgedehnte Strandspaziergänge möglich. Zum Baden ist das Wasser des Pazifiks auch im Sommer zu kalt. Das Besucherzentrum für die Strände und für den Westteil des Parks befindet sich in Forks.
In den südwestlichen Parkteil führen unbefestigte Straßen nach Queets, North Fork, Graves Creek, Staircase und Dosewallips, die Ausgangspunkte für teils mehrtägige Wanderungen sind.
Die Seen wie Lake Crescent und Ozette Lake sowie die zahlreichen Flüsse bieten die Möglichkeit zum Angeln oder Bootfahren. Im Winter kann man auf der Hurrican Ridge Ski oder Snowboard fahren.
Es gibt im Park neben den primitiven Campingplätzen entlang der Wanderwege 17 mittlere bis größere Campingplätze, die mit Fahrzeugen zugänglich sind. Im Park befinden sich mit Lake Crescent Lodge und Kalaloch Lodge zwei historische Berghotels.

## Flora und Fauna
Da der Nationalpark auf einer abgelegenen Halbinsel liegt, haben sich hier einige Tier- und Pflanzenarten entwickeln können, die nur hier im Park vorkommen (endemische Arten). Aus diesem Grund ist der Park ein bei Biologen und Zoologen beliebtes Forschungsgebiet. Die bekannteste dieser endemischen Arten ist der Roosevelt-Wapiti (Cervus canadiensis roosvelti), der größten Unterart des Wapitis. Diese werden bis zu 450 kg schwer. Der Nationalpark wurde 1909 als National Monument gegründet, um diese Wapitis zu schützen. Zu den kleinsten im Olympic-Nationalpark heimischen Säugetierarten zählen verschiedene Arten von Rotzahnspitzmäusen (Sorex), welche nur wenige Gramm schwer sind (S. trowbridgii, S. vagrans und S. monticolus).

### Küstenlinie

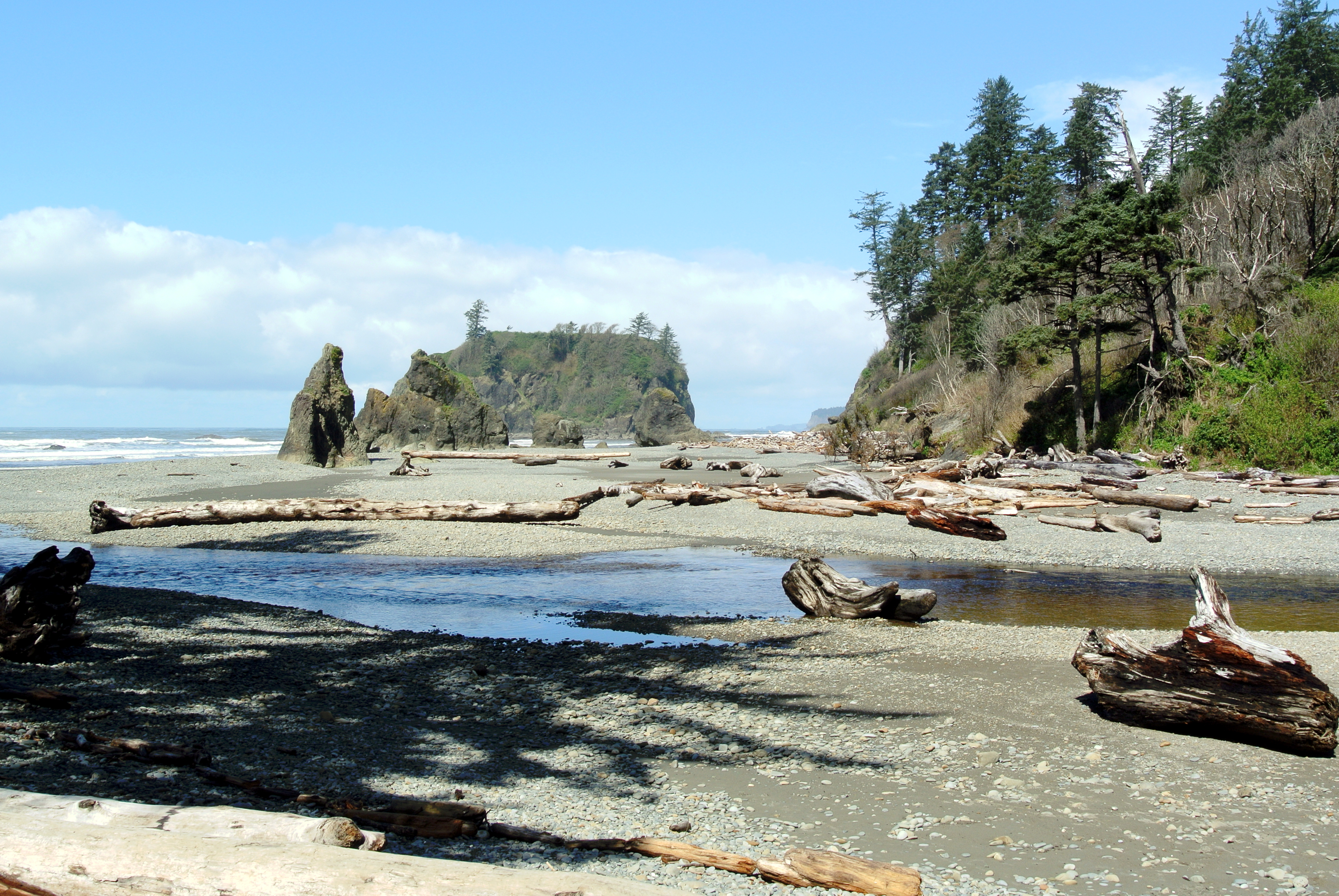
Küstenlinie

Milde Temperaturen und reichlich Regen lassen einen dichten Wald an der Küste der Olympic-Halbinsel wachsen. Mannshohe Büsche drängen sich unter den Wipfeln der Sitka-Fichten, der Westamerikanische Hemlocktannen und den Riesen-Lebensbäumen. Farne und Moose bilden einen schwammigen Teppich. In einigen Gegenden macht der Wald Platz für die feuchten, küstennahen Prärien. Dort leben säureliebende Sumpfpflanzen wie Echte Bärentraube, Krähenbeere, Poleiblättrige Lorbeerrose, Engblättriger Sumpfporst, Sonnentau und Torfmoose.
An den Stränden reicht der dichte Wald bis an den Ozean. Durch die vorherrschenden westlichen Winde finden sich auf der windabgewandten Seite häufig riesige Bäume bzw. Äste als Treibholz. Auf den Baumgipfeln sitzen häufig Weißkopfseeadler und Fischadler. Durcheinandergeworfenes Treibholz liegt auf dem Strand, welches über die mäanderförmigen Flüsse aus dem Wald hier angespült wurde.
An der rauen Küsten des Olympic-Nationalparks kann man mit ein wenig Glück die ausschließlich im Meer lebenden Seeotter und den Seehund beobachten. Die Seeotter waren zu Beginn des 20. Jahrhunderts vor der Küste Washingtons ausgestorben. 1969 und 1970 begannen Auswilderungsprogramme, so dass die Anzahl der Seeotter heute wieder auf etwa 800 Tiere geschätzt wird.
Von März bis Mai ziehen Grauwale auf ihrem Weg Richtung Süden an der Küste des Nationalparks vorbei. An der Küste kann man eine Reihe Seetaucher und etliche Vertreter der Familie der Alkenvögel beobachten, darunter den stark vom Aussterben bedrohten Marmelalk, welcher als Meeresvogel bis zu 60 km im Landesinneren brütet.
Die nördlicher lebende Pelikanart Nordamerikas, der Nashornpelikan ist hier häufiger anzutreffen als sein im Süden verbreiteter Verwandter, der Braunpelikan. Ebenfalls an der Küste trifft man auf drei Kormoranarten, die Ohrenscharbe, Pinselscharbe und Meerscharbe.

### Gebirgsregion

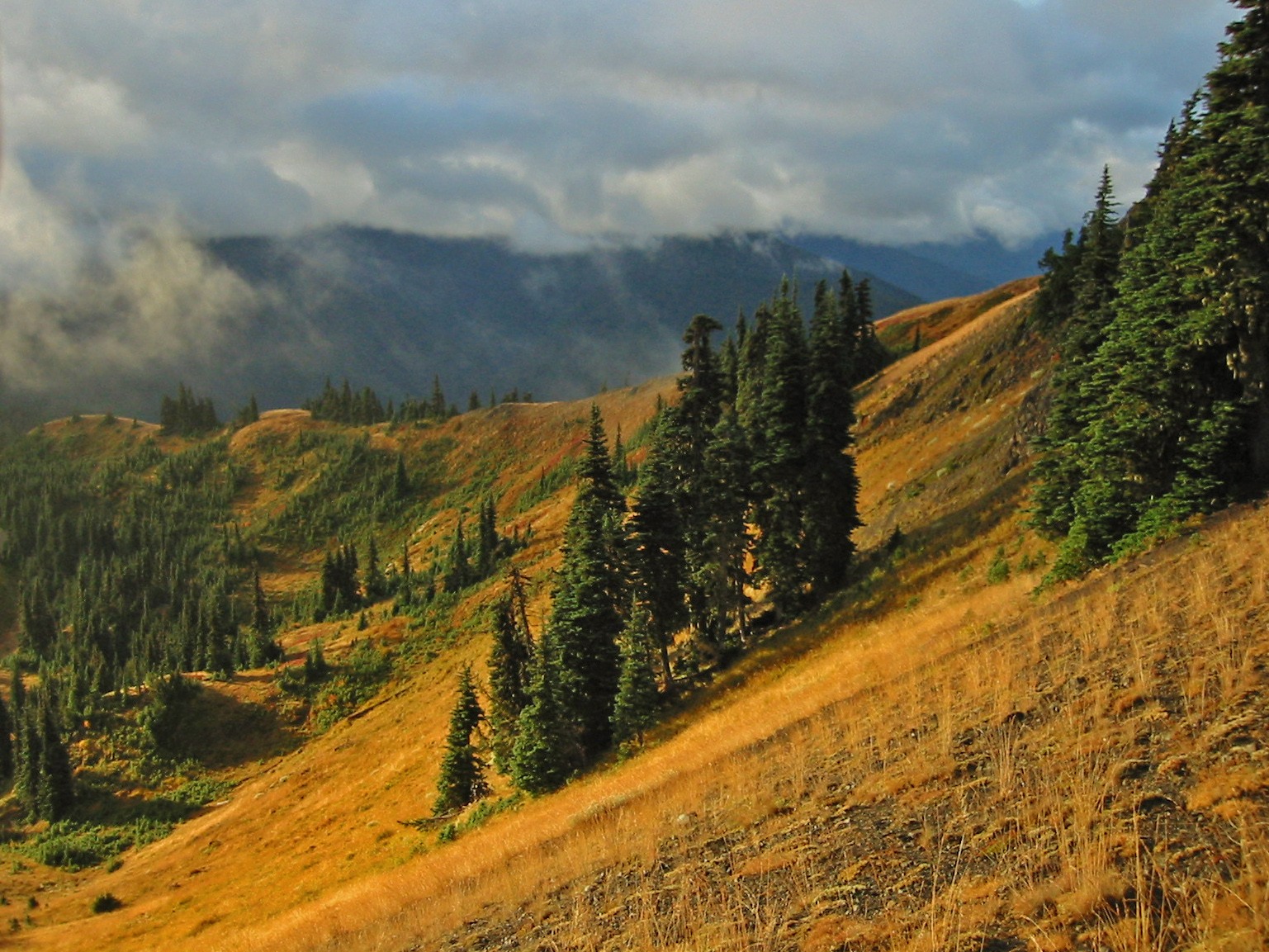
Hurricane Ridge

Bei etwa 1.200 Metern erreicht man die subalpine Bergregion. Auf der Westseite des Parks herrschen neben der Westamerikanischen Hemlocktanne hauptsächlich Purpur-Tannen vor. Auf der trockeneren Ostseite sind Purpur-Tannen nur auf den nordwärts ausgerichteten Hängen zu finden, auf den südlich ausgerichteten Hängen dominieren Douglasien und Westamerikanische Hemlocktannen. Waldbrände spielen eine aktive Rolle und schaffen ein Mosaik aus unterschiedlich altem Wald.
In den Bergen liegt die Waldgrenze zwischen 1.500 und 1.800 Metern. Darüber erstreckt sich die alpine Zone. Hier wachsen eine ganze Reihe von Wildblumen, wie z. B. Campanula piperi, eine nur in den Bergen des Olympic heimische Glockenblumenart. Oberhalb davon trifft man auf verschiedene Gräser und Riedgräser.
Hier sind auch Steinadler, Ohrenlerche, Kolkrabe und der ebenfalls nur in den Bergen des Olympic heimische Olympic Chipmunk (Tamias amoenus caurinus), eine Streifenhörnchenart, sowie das Olympische Murmeltier zu Hause.
Der Grauhäher, ein naher Verwandter des in Skandinavien lebenden Unglückshähers, ist häufig im subalpinen Koniferenwald anzutreffen, ebenso der Diademhäher.

### Regenwald

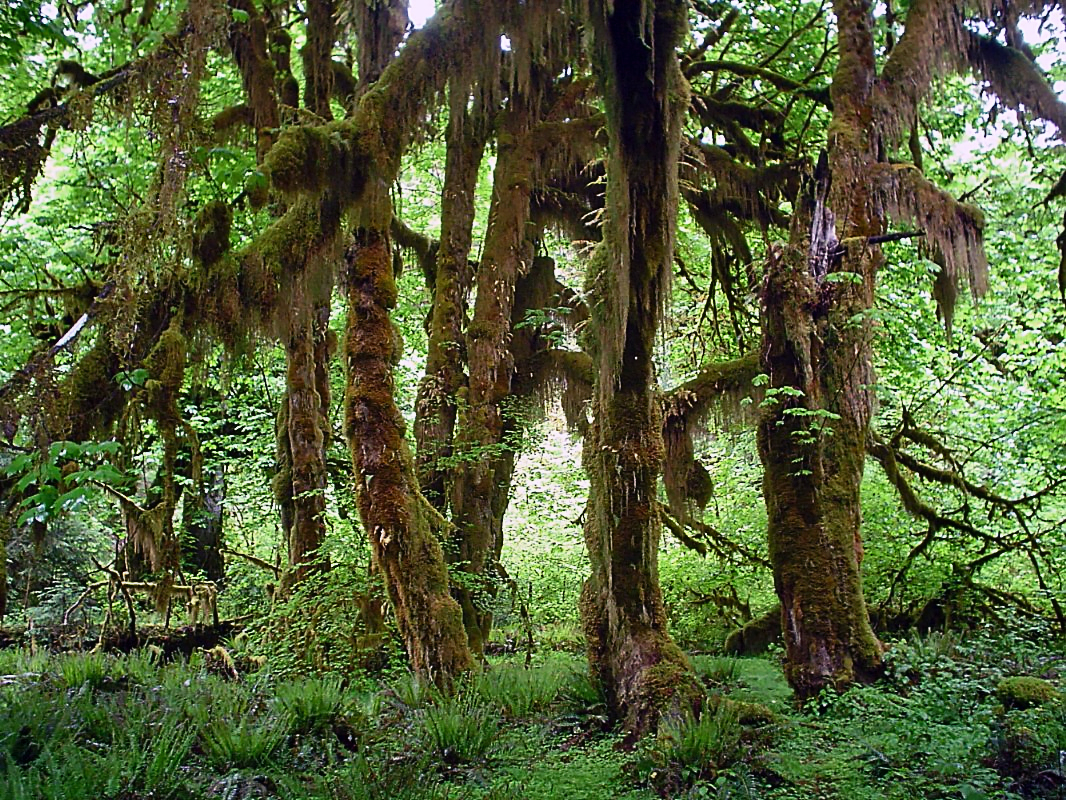
Hoh-Regenwald

Die üppigen Wälder in den Tälern des Quinault, Queets, Hoh und Bogachiel River sind typische Beispiele für den urigen gemäßigten Regenwald. Dieser erstreckt sich vom Süden Oregons bis nach Südost-Alaska. Allerdings ist außerhalb der Schutzgebiete wenig davon erhalten. Hier fallen jährlich bis zu 4.000 mm Niederschlag, bei gemäßigter Temperatur, welche selbst im Sommer nicht über 27 Grad Celsius hinausgeht.
Hier wachsen Epiphyten, Moose, Farne und Flechten auf den Baumstämmen und Ästen, welche dem Wald ein dschungelartiges Aussehen verleihen.
Die großen, alten Bäume sind hauptsächlich Sitka-Fichten und Westamerikanische Hemlocktannen. Viele davon sind über 100 Jahre alt und können bis zu 80 Meter hoch werden und einen Umfang von bis zu 20 Metern erreichen. Wegen des dicht bewaldeten Grundes wachsen viele Sprösslinge auf umgestürzten Bäumen. Verrotten diese im Laufe der Zeit, bleiben die stelzenartigen Wurzeln übrig. Dieser Vorgang kann Jahrhunderte in Anspruch nehmen und bietet einen wichtigen Lebensraum für Moose, Pilze, kleine Säugetiere, Amphibien und Insekten.
Das Roosevelt-Wapiti bewohnt den Regenwald des Nationalparkes. Neben den Wapitis kommen im Park auch die wesentlich kleineren Maultierhirsche vor. Von den Raubtieren sind hier Puma, Rotluchs, Schwarzbär und Kojote vertreten. Der einst ebenfalls heimische Wolf gilt seit den 1920er Jahren als ausgestorben. Als ebenfalls ausgestorben beziehungsweise nahezu ausgestorben im Olympic-Nationalpark galt auch der Fischermarder. Aufgrund starker Überjagung und Verlust des natürlichen Lebensraums wurde der Fischermarder zur stark gefährdeten Art. Der etwa hauskatzengroße Marder, und damit der größte Vertreter seiner Gattung, wurde zwischen Januar 2008 und Februar 2010 wieder in seine ursprüngliche Heimat ausgewildert. Seit 2007 wird auch ein Auswilderungsprogramm für den Wolf nach den großen Erfolgen im Yellowstone-Nationalpark diskutiert.
Im Olympic-Nationalpark kommen insgesamt etwa 300 verschiedene Vogelarten vor. Eine der bekanntesten ist der Nördliche Fleckenkauz (Strix occidentalis caurina), eine Unterart des Fleckenkauz. Da diese hohe Ansprüche an ihren Lebensraum stellt und die mittlerweile selten gewordenen alten Wälder bevorzugt, ist sie eine Art Wahrzeichen des Olympic-Nationalparks geworden. Außerdem trifft man neben ihr auch noch auf eine ganze Reihe von Eulen: West-Kreischeule, Virginia-Uhu, Schneeeule, Gnomen-Sperlingskauz, Kaninchenkauz, Streifenkauz, Sägekauz und auf die Schleiereule, Waldohreule und Sumpfohreule.
Von den 23 verschiedenen nordamerikanischen Spechtarten kommen sieben im Nationalpark vor. Relativ häufig kann man Dunenspecht, Haarspecht, Goldspecht, Feuerkopf-Saftlecker und den größten nordamerikanischen Specht, den Verwandten unseres Schwarzspechtes, den Helmspecht beobachten. Seltener zu Gesicht bekommt man dagegen Blutgesichtspecht, Fichtenspecht, Schwarzrückenspecht sowie Rotnacken-Saftlecker.
Die Familie der Reiher ist mit fünf Arten im Olympic-Nationalpark vertreten: Dem in ganz Nordamerika anzutreffenden Kanadareiher, welcher nicht nur mit unserem Graureiher nahe verwandt ist, sondern diesem auch sehr ähnlich sieht, dem nur in Amerika vorkommenden Grünreiher, der Nordamerikanischen Rohrdommel, welche wiederum ein naher Verwandter unserer Rohrdommel ist und den beiden auch in Europa vorkommenden Arten Silberreiher und Kuhreiher.
Die Familie der Entenvögel ist mit über 30 Arten in diesem Nationalpark vertreten. Die größte Schwanenart, der Trompeterschwan kommt hier ebenso vor wie der etwas kleinere Zwergschwan. Beide Schwanenarten kommen hauptsächlich im nördlichen Teil des Kontinentes vor und unterscheiden sich neben der Größe optisch nur dadurch voneinander, das der Zwergschwan einen kleinen gelben Fleck vor dem Auge hat. Ansonsten haben beide einen schwarzen Schnabel und ein weißes Gefieder.
Den nur in Amerika vorkommenden Bindentaucher trifft man dort an Seen und Flüssen. Ebenso trifft man dort die auch in Europa heimischen Ohrentaucher, Rothalstaucher und Schwarzhalstaucher.